# Carouselambra
«Carouselambra» es una canción de la popular banda de hard rock y Rock, Led Zeppelin. Jonesy como principal compositor de la canción y del álbum.

## Carouselambra
La canción tiene tres partes bien diferenciadas: la primera es rápida, sin cesar impulsada por el teclado de John Paul Jones; la segunda parte, algo más lenta con guitarra blues; la sección final emplea teclados más burbujeantes apreciables en el fadeout. La batería de John Bonham es, una vez más, como un metrónomo con textura en toda la pieza. Aunque la canción no está dominada por la guitarra, Jimmy Page añade color con el mástil Gibson doble, la única vez que el instrumento se utilizó en estudio. John Paul Jones fue la principal fuerza musical del último álbum de estudio de Led Zeppelin, In Through The Out Door, y escribió todas las canciones a excepción de Hot Dog. Las letras de Robert Plant son apenas descifrables, un problema común después de que su voz cambió permanentemente a un registro inferior en algún momento a mediados de los años 70. De todos modos, la voz de Plant se puede considerar un cuarto instrumento eficaz; es una voz llamativa y sin ella, la canción Carouselambra, podría haber permanecido en el anonimato total.
Incluye contribuciones de todos los miembros, sobre todo la de Jonesy, y sin embargo ya no es dominado por riff. La prematura muerte de John Bonham en 1980, hizo que esta canción de Led Zeppelin fuera descartada en vivo, cuando la banda proyectaba, supuestamente[cita requerida], la idea de hacer Carouselambra en escena, en su malogrado 1980 Tour de América del Norte. Carouselambra es una canción querida y a la vez odiada por los fanes de los Zeppelin[cita requerida], y, evidentemente, no se ha realizado en vivo en muchas ocasiones. Es una canción muy subestimada, y casi nunca se ha emitido por las radios corporativas[cita requerida].
Es la segunda canción más larga dentro de la discografía de Led Zeppelin, superando a Achilles Last Stand del disco Presence y siendo superada por In My Time of Dying del disco doble Physical Graffiti.
Miembros cercanos a la banda, aseguran que John Paul Jones siempre insistía en tocarla en vivo, especialmente durante la gira de 1980, más nunca hubo la preparación suficiente ni el verdadero interés de Robert Plant y Jimmy Page[cita requerida].

## Miembros
- Robert Plant - Cantante y Armónica
- John Paul Jones - Teclado y Bajo
- Jimmy Page - guitarra
- John Bonham - Batería y percusión